# Helcostizus dentifer
Helcostizus dentifer là một loài tò vò trong họ Ichneumonidae.